# White Pigeon
White Pigeon é uma vila localizada no estado americano de Michigan, no Condado de St. Joseph.

## Demografia
Segundo o censo americano de 2000, a sua população era de 1627 habitantes.
Em 2006, foi estimada uma população de 1584, um decréscimo de 43 (-2.6%).

## Geografia
De acordo com o United States Census Bureau tem uma área de
3,6 km², dos quais 3,6 km² cobertos por terra e 0,0 km² cobertos por água.

## Localidades na vizinhança
O diagrama seguinte representa as localidades num raio de 20 km ao redor de White Pigeon.